# Провулок Сєдовців (Мелітополь)
Провулок Сєдовців — провулок у Мелітополі. Йде від Монастирської вулиці до вулиці Станіславського. Забудована приватними будинками.

## Назва
Провулок названий на честь радянських полярників, які в 1937—1938 роках виконали дрейф на кораблі «Георгій Сєдов».
Поруч знаходиться вулиця Сєдовців.

## Історія
До 21 жовтня 1965 був провулком без назви.

## Об'єкти
На провулку знаходиться гаражний кооператив «Дружба-1».